# Jim McCarty

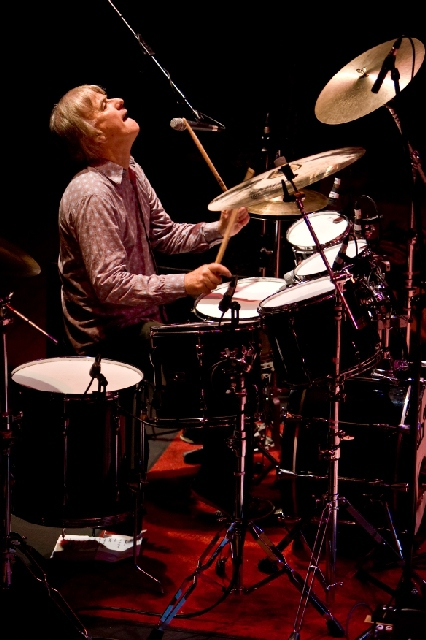
Jim McCarty (2008)

Jim McCarty (* 25. Juli 1943 in Walton, Liverpool; vollständiger Name James Stanley McCarty) ist ein britischer Musiker. Bekannt wurde er als Schlagzeuger bei The Yardbirds und Renaissance. Außerdem war er Mitglied bei den Bands Shoot, Illusion, Stairway, Box of Frogs und Pilgrim.

## Diskografie
Die meisten Aufnahmen von McCarty wurden unter den Namen der Bands herausgegeben, bei denen er beteiligt war. Es existieren aber  diverse Alben, die unter seinem Namen bzw. unter The Jim McCarty Band erschienen sind.
- 1994: Out of the Dark
- 1994: Raindreaming
- 2000: Weekend in Memphis (McCarty-Hite Project)
- 2002: Outside Woman Blues
- 2003: Two Steps Ahead (The Jim McCarty Band)
- 2009: Sitting on the Top of Time